# Bedevilled (film din 1955)
Bedevilled este un thriller american din 1955 regizat de Mitchell Leisen. În rolurile principale joacă actorii Anne Baxter.

## Distribuție
- Anne Baxter — Monica Johnson
- Steve Forrest — Gregory Fitzgerald
- Simone Renant — Francesca
- Maurice Teynac — Trevele
- Robert Christopher — Tony Lugacetti
- Joseph Tomelty — Father Cunningham
- Victor Francen — Father Du Rocher
- Raymond Bussières — Concierge
- Jacques Hilling — Taxi Driver
- Olivier Hussenot — Remy Hotel Manager